# تقييم الفندق
تقييم الفندق تستخدم غالباً لتصنيف الفنادق حسب جودتها. تطوير مبدأ تقييم الفندق وتعريفاته الملحقة يظهر أوجه تشابه قوية. من الغرض الأساسي لإخبار المسافرين عن المرافق الأساسية المتوقعة، أهداف تقييم الفندق توسعت إلى التركيز على تجربة الفندق ككل. اليوم مصطلحات «تدريج»، «تقييم»، «تصنيف» تستخدم عموماً للإشارة لنفس المبدأ، وهو تصنيف الفنادق.
هنالك العديد من أنواع نظم التقييم تستخدم من عدة منظمات حول العالم. العديد لديه نظام يشمل استخدام رموز النجوم، ومع تزايد النجوم تزداد الفخامة دليل فوربس للسفر، سابقاً دليل موبيل للسفر، أطلق نظام تقييم النجوم في عام 1958. الجمعية الأمريكية للسيارات والهيئات التابعة لها أستخدمت الألماس بدلاً من النجوم لتعبر عن مستويات الفنادق والمطاعم.
في السنوات الأخيرة نظم تقييم الفنادق انتقدت ببعض المجادلين لأن معايير التقييم لهذه الأنظمة معقدة جداً، وصعبة الفهم للأشخاص العاديين. وأن عدم وجود نظام موحد لتقييم الفنادق قد يضعف سهولة استخدام هذه الأنظمة.

## معايير تصنيف الفنادق
أكثر أنظمة التصانيف شيوعاً يتضمن «نجمة» في التقييم. وبالحروف تستخدم الحروف من "A" إلى "F" كالتي في نزل شباب أو موتلات. الأنظمة التي تستخدم مصطلحات مثل «مترف/فاخر»، «درجة أولى/ممتاز»، «الدرجة السياحية/قياسي»، و«درجة ذات ميزانية/درجة اقتصادية» مقبولة أكثر في أنواع الفنادق بدلاً من معايير الفنادق.
بعض الدول تقيم الفنادق بمعيار عام واحد - بلجيكا، الدنمارك، اليونان، إيطاليا، مالطا، هولندا، البرتغال، إسبانيا وهنغاريا لديها قوانين لتصنيف تقييم الفنادق.
في ألمانيا، النمسا، وسويسرا، التقييم مرتبط بالشركة الخاصة بالفندق باستخدام نظام 5 نجوم. التصانيف الألمانية هي (*) سائح، (**) قياسي، (***) مريح، (****) درجة أولى، (*****) فخم، مع كلمة «ممتاز» للإشارة إلى اضافات ما وراء الحد الأدنى المعرفة وفق المعايير، ولكن ليست كافية لرفع الفندق درجة أخرى في التقييم.